# Pyknotyrium
Pyknotyrium lub piknotyrium – występująca u niektórych gatunków grzybów struktura służąca do wytwarzania bezpłciowych zarodników konidialnych. Jest to spłaszczony, tarczkowaty twór z konidioforami i promieniście popękaną ścianą górną, a czasami także dolną. Pyknotyrium występuje np. u pasożytniczego grzyba  Peltaster fructicola.
Piknotyrium to jeden z rodzajów konidiomów. Pozostałe to: koremium, acerwulus, sporodochium, kupula, pionnot, pyknidium, konidioma stromatyczna, sklerocjum.